# Tsuga forrestii
Tsuga forrestii — вид хвойних рослин родини соснових.

## Таксономічні примітки
Цей вид дуже схожий на Tsuga dumosa і, можливо, тільки підвид його.

## Поширення, екологія
Країни проживання: Китай (Гуйчжоу, Сичуань, Юньнань). Росте між 2000 м і 3500 м над рівнем моря. Ґрунти в основному підзолисті. Клімат помірно холодний, з річною кількістю опадів між 1000 мм і 2000 мм. Вид є складовою це гірські формування бореальних хвойних лісів, де він змішується з Abies, Picea, Larix potaninii, іноді Pseudotsuga sinensis, Cephalotaxus fortunei, і листяними деревами, наприклад Betula albosinensis, Acer, Sorbus, Quercus, Magnolia. T. forrestii залишається в більшості місць другорядним компонентом лісу.

## Використання
Деревина використовується для будівництва, авіації, меблів і як реквізит для шахт. Цей вид присутній у кількох дендраріях в Європі та Північній Америці, майже виключно з ранніх введень 20-го століття, зроблених знаменитими «рослинними мисливцями» того часу.

## Загрози та охорона
Цей вид має обмежений ареал, розділений на два або три роз'єднана райони. Вирубка лісів і лісозаготівлі значно знизили площу цього виду. Уряд Китаю недавно (2001) ввів заборону на лісозаготівлі в Китаї. Цей вид зустрічається в кількох охоронних територіях.
| Соснові | Це незавершена стаття про родину соснові. Ви можете допомогти проєкту, виправивши або дописавши її. |